# Палм Бич (Флорида)
Палм Бич (енгл. Palm Beach), познат и као Острво Палм Бич (енгл. Palm Beach Island), инкорпорисани је град у округу Палм Бич у америчкој савезној држави Флориди. По попису становништва из 2010. у њему је живело 8.348 становника. Палм Бич је најисточнији град у Флориди, а обухвата копнену површину од 10,2 km2 (укупна површина коју град обухвата, заједно са воденом је 27km2).
У граду се налази Међународни аеродром Палм Бич, а развијен је и жељезнички саобраћај који повезује град са Мајамијем.
Члан династије Романов, Пол Илински, је од 1993. до 2000. био градоначелник овог града.

## Географија
Палм Бич се налази на надморској висини од 2 m.

## Демографија
Према попису становништва из 2010. у граду је живело 8.348 становника, што је 2.120 (20,3%) становника мање него 2000. године.
|                   | 2010.          | 2000.           |
| Укупно            | 8 348 (100,0%) | 10 468 (100,0%) |
| Белци             | 7 854 (94,08%) | 9 817 (93,78%)  |
| Хиспаноамериканци | 327 (3,917%)   | 268 (2,560%)    |
| Азијати           | 87 (1,042%)    | 56 (0,535%)     |
| Афроамериканци    | 53 (0,635%)    | 269 (2,570%)    |
| Остали            | 27 (0,323%)    | 58 (0,554%)     |